# Zoltan Lunka
Zoltan Lunka (n. 22 mai 1970, Miercurea Nirajului, România) este un boxer român, medaliat olimpic. A participat la o ediție a Jocurilor Olimpice (1996) în care a câștigat o medalie de bronz.

## Participări
Lista de mai jos prezintă principalele competiții la care a participat Zoltan Lunka de-a lungul carierei.
- boxing at the 1996 Summer Olympics – flyweight[*]